# شورش ویسکی
شورش ویسکی (انگلیسی: Whiskey Rebellion) که گاهی از آن با عنوان قیام ویسکی یاد می‌شود، عنوان یک مجموعه از اعتراضات مالیاتی شکل گرفته در ایالات متحده آمریکا به سال ۱۷۹۱ می‌باشد. اعلام و اجرای این مالیات جدید که در دوران ریاست جمهوری  جورج  واشینگتن صورت گرفت، به اصطلاح مالیات ویسکی نام گرفت. این مالیات وضع شده به تعبیری، اولین مالیات وضع شده بر محصول تولید داخل توسط دولت فدرال تازه تأسیس بود. در همان سال ۱۷۹۱ به صورت قانونی به تصویب رسید که هدف عمدهٔ آن افزایش درآمدهای دولت در رابطه با هزینه‌های جنگی دوران انقلاب آمریکا بود. این مالیات بر تمام مراحل تقطیر و ساخت ویسکی اعمال گردید؛ اما ویسکی آمریکایی در قرن ۱۸ میلادی، محبوب‌ترین نوشیدنی تقطیر شدهٔ کشور محسوب می‌گردید، به همین دلیل، مالیات بر ارزش افزوده به‌طور گسترده‌ای با عنوان مالیات بر ویسکی شناخته شد.
عمدهٔ اصلی مخالفت از جانب کشاورزان مرزهای غربی شکل گرفت که نسبت به اعمال این مالیات مخالفت گسترده‌ای از خود نشان دادند. در این مناطق، از ویسکی به عنوان یک کالای مبادله‌ای استفاده می‌گردید. تعداد بسیار زیادی از مخالفان هم جانبازان جنگی بودند که مدعی مبارزه برای دفاع از اصول آمریکا بودند.